# Lixwm
Lixwm är en by i Flintshire i Wales. Byn är belägen 195,1 km 
från Cardiff. Orten har 642 invånare (2016).